# Дельта Персея
Дельта Персея (δ Per) — двойная звезда в созвездии Персея. Обладает видимой звёздной величиной 3,01, видна невооружённым. Измерения параллакса дали оценку расстояния 250 световых лет от Солнца.
Спектр звезды соответствует спектральному классу B5 III, это звезда-гигант, ушедшая с главной последовательности после исчерпания запаса водорода в ядре. Масса в 7 раз превышает солнечную, возраст оценивается в 6,8 миллиона лет. Эффективная температура внешних слоёв составляет 14890 K, при такой температуре звезда имеет бело-голубой цвет, присущий спектральному классу B. Проекция скорости вращения составляет 190 км/с, это нижняя оценка азимутальной скорости вращения на экваторе.
Вероятно, звезда является двойной системой и может быть тройной. Существует оптический компаньон с видимой звёздной величиной +6,17 на угловом расстоянии 0,330 угловой секунды при позиционном угле 221°, но точно не известно, является ли система оптически двойной или же гравитационно связанной. Звезду также иногда относят к спектральным двойным, что означает наличие обращающегося компаньона, неразрешимого в телескоп. Также звезда может являться компонентом рассеянного скопления Альфы Персея, в котором звезда будет являться вторым по яркости компонентом после звезды Мирфак.
Наблюдения на телескопе IRAS показали наличие протяженной кольцеобразной структуры, которая может являться фронтом волны давления излучения от звезды; менее вероятно, что это пузырь звёздного ветра. Структура обладает видимыми размерами 15 × 25 угловых минут, максимальная температура составляет 38 K. По оценкам, пекулярная скорость звезды превышает 30 км/с, вследствие чего звезду можно считать убегающей.